# The Album Before the Album
Albums de Joe Budden
Mood Muzik 2: Can It Get Any Worse?
(2006) Mood Muzik 3: For Better or for Worse
(2007)
The Album Before the Album est un album indépendant de Joe Budden, sorti le 23 avril 2007.

## Liste des titres
| No  | Titre                                       | Contient un (des) sample(s) de                                                                          | Durée |
| --- | ------------------------------------------- | --- | ----- |
| 1.  | I'm Back                                    | | 3:34  |
| 2.  | What Would Happen (featuring Stack Bundles) | | 4:07  |
| 3.  | The Future                                  | | 4:47  |
| 4.  | Cold World (featuring Musiq Soulchild)      | | 4:19  |
| 5.  | I Keep That                                 | | 3:12  |
| 6.  | Outcast                                     | Flower Dance de Michel Gonet                                                                            | 2:38  |
| 7.  | The Pump                                    | | 2:55  |
| 8.  | Stained                                     | | 4:11  |
| 9.  | Only You                                    | | 3:49  |
| 10. | Pop Off                                     | | 3:47  |
| 11. | Stuntin (featuring Coke)                    | It Takes Two de Rob Base et DJ E-Z Rock What More Can I Say de Jay-Z featuring Vincent « Hum V » Bostic | 4:23  |
| 12. | This Is For                                 | | 3:27  |
| 13. | Is This My Life (featuring Ransom)          | | 2:46  |
| 14. | Three Sides 2 a Story                       | | 7:32  |
| 15. | Bullshit Rappers & Metaphors                | | 3:53  |
| 16. | Bonus                                       | | 7:49  |